# Синекрылый воробьиный попугайчик
Синекрылый воробьиный попугайчик (лат. Forpus xanthopterygius) — птица семейства попугаевых, обитающая в большей части Южной Америки. Имеет 6 подвидов.
Это небольшая птица длиной примерно 12 см, коренастого телосложения. Основная окраска зелёного цвета с коротким хвостом конической формы. Выражен половой диморфизм, самцы имеют синюю окраску на первичных маховых и кроющих перьях крыла, маховых перьях и на надхвостье (синий цвет значительно менее выражен на крыльях у подвида Forpus xanthopterygius spengeli). Самки полностью зелёного цвета, иногда с бледно-жёлтым цветом вокруг глаз. Поэтому их легко спутать с видом Forpus passerinus. Подвиды отличаются прежде всего интенсивностью тёмного и количеством жёлтого оперения.
Вид преимущественно найден в низменных местностях, но локально распространён до 1200 метров над уровнем моря в юго-восточной Бразилии. Встречается в лесных массивах, зарослях, саваннах и пастбищах. В стае обычно около 20 птиц, но их количество может увеличиться до более 50 вокруг фруктовых деревьев и посевов трав. В основном широко распространены, однако чаще встречаются в бассейне реки Амазонки.
Это моногамные птицы. Они гнездятся в полых стволах деревьев и их ветвях, а иногда в гнёздах других птиц. В кладке от 3 до 7 яиц.

## Подвиды
Существует три подвида:
- Forpus xanthopterygius xanthopterygius
- Forpus xanthopterygius flavissimus
- Forpus xanthopterygius flavescens